# Alfred Nobel
Alfred Bernhard Nobel (Stockholm, 21. listopada 1833. – Sanremo, 10. prosinca 1896.), švedski kemičar, izumitelj, filantrop, mirotvorac, kozmopolit i industrijalac; volio je sebe nazivati dobročiniteljem čovječanstva. U čast Alfreda Nobela je nazvan kemijski element nobelij otkriven 1956. godine.

## Životopis
Alfred Nobel rođen je 21. listopada 1833. godine u Stockholmu. Bio je treći sin Immanuel Nobela (1801. – 1872.) i Andriette Ahlsell Nobel (1805. – 1889.). Njegov otac Immanuel Nobel bio je izumitelj (izumio je šperploču), ali bez novca da svoje ideje ostvari. Posebno se zanimao za korištenje baruta, u ono vrijeme praktično jedinog poznatog eksploziva, pa je to svoje zanimanje prenio i na sina. Alfredova se obitelj 1842. preselila u Rusiju, gdje se je otac počeo baviti izgradnjom morskih mina za potrebe ruske vojske u Krimskom ratu. 
U Rusiji su Alfred i njegova braća, s obzirom na to da se materijalno stanje obitelji popravilo, imali najbolje učitelje, iako nisu išli u školu. Alfred je učio jezike i kemiju, a s 18 godina otišao je na četiri godine u SAD gdje je kraće vrijeme radio i studirao kod John Ericssona.
Nakon kraja Krimskog rata 1856. godine obiteljska tvornica je propadala, pa su se roditelji s najmlađim sinom vratili u Švedsku, dok su trojica starije braće pokušala spasiti pogon. 
Godine 1859. upravljanje obiteljskom tvornicom preuzeo je drugi sin Ludvig Nobel (1831. – 1888.) koji ju je značajno proširio. Ludvig Nobel bio je najbogatiji u obitelji Nobel, dao je sagraditi prvi naftovod u povijesti, prvi tanker za prijevoz nafte, prvi tegljač na dizelski pogon.
Alfred se posvetio istraživanju eksploziva, za potrebe rastućeg tržišta u građevinarstvu i rudarstvu te zajedno s ocem, osnovao je tvornicu, u kojoj su se najprije proizvodile mine, a potom je započela proizvodnja nestabilnog eksploziva nitroglicerina, (kojeg je 1847. otkrio Ascanio Sobrero) u kojem je vidio veliku zaradu u širokoj industrijskoj namjeni. Dana 3. rujna 1864. u njihovoj tvornici u Stockholmu dogodila se velika eksplozija u kojoj su život izgubila petorica radnika, uključujući i Alfredovog najmlađeg brata Emila. 
Alfred Nobel, koji je osim švedskog izvrsno govorio ruski, francuski, engleski i njemački jezik, bio je veliki poklonik prirodnih znanosti. Nije se ženio, ali je navodno imao dvije velike ljubavi: barunicu Bertu Kinsky i mlađahnu Austrijanku Sophie Hess, koja ga je ostavila i udala se za nekog mladog austrijskog činovnika. Godine 1865. Alfred Nobel je izumio svoj najvažniji izum – detonacijsku kapsulu koja je sadržavala živin fulminat (C2N2O2Hg), osjetljiv inicijalni eksploziv pomoću kojeg se nitroglicerin mogao sigurno detonirati u svako doba. Taj upaljač bio je osnova za svu daljnju tehnologiju proizvodnje eksploziva, ali ipak nije postigao ništa da bi se nitroglicerin mogao lakše prevoziti ili baratati njime. Stoga je potražio način da ukroti nitroglicerin. Očito je rješenje ležalo u tome da se nitroglicerin preradi u krutu materiju kojom bi se moglo rukovati i to tako da se kakva porozna supstanca namoči u njemu. Ispitao je sve vrste poroznih, neeksplozivnih, kemijskih inertnih tvari: papir, drvene otpatke, prašinu od razmrvljenih opeka, suhu ilovaču, sve dok godine 1887. nije nadošao na nesvakidašnju, iako prilično rasprostranjenu vrlo poroznu sitnozrnatu stijenu – infuzorijsku (dijatomejsku) zemlju.
Tako je nastao eksploziv, nalik na tijesto, koji je bio za 25 % slabiji od čistog nitroglicerina, ali unatoč tomu mnogo snažniji od baruta (koji se tada tvornički proizvodio) i lako se njime manipuliralo. U to doba kružila je priča da je Nobel slučajno nabasao na svoj izum kada je malo nitroglicerina prokapalo u infuzorijsku zemlju kojom su, za zaštitu od oštećenja, bile obložene neke posude. To naklapanje veoma je smetalo Nobela te je vrlo odlučno izjavio da do svog otkrića nije došao slučajno već da je ono rezultat sustavnog istraživanja koje se zasnivalo na ocjenjivanju tehničkih problema.

Kasnije je Nobel izumio gelignit (mješavina nitroglicerina i bezdimnog baruta ili nitroceluloze) koji je bio snažniji i čak se lakše s njim manipuliralo nego s dinamitom. Bio je veoma plodan izumitelj, a o tome rječito govori činjenica da je patentirao čak 355 izuma.

"Predstavili su me kao 'genija zla', kao 'trgovca smrću', a ja sam samo radio za dobrobit čovječanstva. Jedini cilj mog života bio je širiti znanje, uvjeren da to znači prije svega širiti blagostanje" – pisao je Alfred Nobel 1896., pred kraj života, svojemu nećaku.

Kada je nekoliko mjeseci kasnije otvorena Nobelova oporuka njegov rođak, braća i ostala rodbina bili su neugodno iznenađeni; Alfred ih je u potpunosti isključio iz oporuke. Umjesto rodbini Nobel je svoje golemo bogatstvo od 31,5 milijuna švedskih kruna (premda današnjem tečaju to bi iznosilo oko 150.000.000 USD) ostavio čovječanstvu. Oporuku je Nobel, navodno, napisao na komadiću poderanog papira 27. studenog 1895. godine.
Alfred Nobel je izabran za člana Kraljevske Švedske Akademije znanosti 1884. godine, koja će kasnije birati dva laureta Nobelove nagrade, a 1893. godine dobio je i počasni doktorat Sveučilišta u Uppsali.
Alfred Nobel veći dio svog života proveo je u Parizu, a 1891. godine preselio se u San Remo, Italija. Nekoliko godina kasnije kupio je tvornicu oružja i željezaru Bofors, izgradio velebnu vilu u gradu Karlskoga i pripremao se za selidbu natrag u Švedsku iako nije volio nordijske hladnoće. U planovima ga je spriječila iznenadna smrt zbog krvarenja u mozgu 10. prosinca 1896. godine.

### Nobelova nagrada
Četiri godine nakon njegove smrti, 29. lipnja 1900. godine utemeljena je Nobelova nagrada, a 1901. godine dodijeljene su prve nagrade za fiziku, kemiju, medicinu, književnost i mir. Kada je uprava Nobelove nagrade raspravljala o područjima za koja će se dodjeljivati nagrada u raspravu se umiješala i austrijska barunica Berta Kinsky von Tettau, životna ljubav Alfreda Nobela i jedna od najvažnijih osoba tadašnjeg pacifističkog pokreta. Ona je Nobelovoj zakladi predložila da utemelji nagradu za mir. Barunica Kinsky, udana Suttner, dobila je Nobelovu nagradu za mir 1905. godine. Nobelova nagrada za ekonomiju dodjeljuje se od 1969. godine. Mnogi se, međutim, pitaju zašto kemičar Nobel nije predvidio nagradu za matematiku. Za to postoji nekoliko objašnjenja. Najsočnije je ono prema kojem je za to kriva neka žena koju je Nobel navodno volio, a koja je bila ljubavnica poznatog švedskog matematičara Goste Mittaga-Lefflera. Ipak taj trač nikada nije potkrijepljen povijesnim dokazima. Nagrade za kemiju i fiziku dodjeluje Švedska akademija znanosti, za medicinu (i filozofiju) Karolinski Institut u Stockholmu, a za mir komisija od pet članova koju bira Norveška narodna skupština (Storting).
Alfred Nobel je preminuo 10. prosinca 1896. godine u San Remu (Italija) od posljedica krvarenja u mozgu. Na dan njegove smrti u Stockholmu se svake godine dodjeljuje Nobelova nagrada. Nobelovu nagradu dobili su, između ostalih – Majka Tereza (za mir), Aleksandar Solženjicin (za književnost), Ivo Andrić (za književnost), Henry Kissinger (za mir), itd. Dok je francuski književnik i filozof Jean-Paul Sartre odbio iz moralnih razloga primiti nagradu. Istovremeno Nobelova je nagrada "zaobišla" takve velikane kao što su Lav Tolstoj, Henrik Ibsen, Marcel Proust, Nikola Tesla, Franz Kafka, Anton Pavlovič Čehov, James Joyce i Bertolt Brecht.

## Vanjske poveznice
- Alfred Nobel – Man behind the Prizes (engl.)
- Životopis na Norveškom Nobel Institutu (engl.)
- Nobelprize.org (engl.)